# Damernas jaktstart vid världsmästerskapen i skidskytte 2013
Damernas jaktstart vid skidskytte‐VM 2013 avgjordes söndagen den 10 februari 2013 kl. 16:15 (CET) i Nové Město na Moravě i Tjeckien.
Detta var damernas andra individuella tävling på mästerskapet. Startordningen i denna tävling var helt baserad på slutresultatet i den föregående tävlingen (sprinten). Sålunda startade sprintvinnaren Olena Pidhrusjna först, sex sekunder före Tora Berger. Distansen var 10 km och det sköts totalt fyra gånger: två ligg‐ och två ståserier. Varje missat skott bestraffades med en straffrunda.
Världsmästarinna blev Tora Berger från Norge. Polskan Krystyna Pałka som startade som sjua blev silvermedaljör. Olena Pidhrusjna knep tredjeplatsen.

## Tidigare världsmästare i jaktstart
| År   | Ort             | Mästare          |
| ---- | --------------- | ---------------- |
| 2007 | Antholz         | Magdalena Neuner |
| 2008 | Östersund       | Andrea Henkel    |
| 2009 | Pyeongchang     | Helena Jonsson   |
| 2010 | Chanty-Mansijsk | Tävlades inte i  |
| 2011 | Chanty-Mansijsk | Kaisa Mäkäräinen |
| 2012 | Ruhpolding      | Darja Domratjeva |

## Resultat
| Placering | Namn                 | Land     | Tid      | Straffrundor (L + L + S + S) | Straffrundor (L + L + S + S) |
| --------- | -------------------- | -------- | -------- | ---------------------------- | ---------------------------- |
| 1         | Tora Berger          | Norge    | 28.48,4  | 3                            | (0 + 1 + 2 + 0)              |
| 2         | Krystyna Pałka       | Polen    | + 18,5   | 2                            | (0 + 0 + 1 + 1)              |
| 3         | Olena Pidhrusjna     | Ukraina  | + 21,5   | 2                            | (0 + 0 + 2 + 0)              |
| 4         | Olga Zajtseva        | Ryssland | + 23,0   | 3                            | (0 + 1 + 1 + 1)              |
| 5         | Jekaterina Glazyrina | Ryssland | + 45,4   | 0                            | (0 + 0 + 0 + 0)              |
| 6         | Andrea Henkel        | Tyskland | + 49,2   | 0                            | (0 + 0 + 0 + 0)              |
| 7         | Ann Kristin Flatland | Norge    | + 1.08,3 | 1                            | (0 + 1 + 0 + 0)              |
| 8         | Veronika Vítková     | Tjeckien | + 1.10,1 | 2                            | (0 + 0 + 1 + 1)              |
| 9         | Vita Semerenko       | Ukraina  | + 1.10,9 | 4                            | (2 + 1 + 0 + 1)              |
| 10        | Kaisa Mäkäräinen     | Finland  | + 1.15,5 | 4                            | (1 + 1 + 1 + 1)              |